# مطار ياوان
مطار ياوان (بالإنجليزية: Yawan Airport) (إيكاو: OAYW) هو مطار للاستخدام العام يقع في منطقة ياوان، في بدخشان في أفغانستان.

## روابط خارجية
- سجل المطار لمطار ياوان نسخة محفوظة 3 مارس 2016 على موقع واي باك مشين. في Landings.com.